# Dvorec Strmol
Dvorec Strmol je markanten dvorec v neposredni bližini središča Rogatca. 

## Zgodovina
V zgodovinskih pisnih virih se prvič omenja leta 1436, ko je še bil obrambni stolp, ki so ga Celjski grofje podelili Jakobu Strmolskemu iz Cerkelj na Gorenjskem. Kasneje se je razvil v graščino. Skozi čas je dvorec menjal številne lastnike. Tako so ga ob koncu 16. stoletja kupili Auerspergi in za njimi Frankopani. Leta 1620 je lastnik postal Jurij Reising von Hartenstein, leta 1730 ga je podedovala Marija Izabela Petazzi in ga dala v zakup za več desetletij družini von der Durr und Egkh. Leta 1804 ga je kupil baron Wintershofen, zadnji plemiški lastniki so bili knezi Windischgrätzi, v zgodovinskih virih se navajajo Alfred Jožef Windischgrätz in njegov sin Alfred August Windischgrätz z ženo, princeso Gabrijelo von Auersperg.

## Dvorec danes
Leta 2003 je bil propadajoči dvorec obnovljen, v njem  je sedaj muzej z različnimi zbirkami, slavnostna občinska sejna soba, večnamenska dvorana, restavracija, kapela, vinarna ...